# Non mi ami
Non mi ami è il terzo singolo della cantautrice italiana Giorgia, estratto dal nono album di inediti Senza paura, e pubblicato il 21 marzo 2014 dall'etichetta discografica Dischi di cioccolata e distribuita dalla Sony.

## Il brano
Non mi ami, scritto da Giorgia con musiche di Fraser T. Smith e Natasha Bedingfield, è un brano pop struggente e intenso, al quale sono state date diverse interpretazioni sul web e le varie testate giornalistiche (in merito alla violenza sulle donne), ma al riguardo delle quali la cantautrice ha voluto fare una doverosa precisazione per mezzo di un comunicato, e volendo discostarsi da tale interpretazione:
(Giorgia, sulle sue pagine ufficiali)

## Il video
Il 24 marzo viene pubblicato il video della canzone, diretto dal suo compagno Emanuel Lo. A poche ore dalla pubblicazione raggiunge la prima posizione su iTunes tra i videoclip più scaricati. Nel video, la cantante affronta i vari aspetti di una relazione finita, ma che comporta a suo modo una rinascita e una presa di coscienza. Diventa l'emblema del fascino di una donna che canta la sua forza, la sua e quella di tutte le altre donne. Per Giorgia è un grido, non di dolore, ma di speranza, di voglia di aprirsi al mondo dopo una storia amara e di non essere più soggiogata a niente e nessuno (chiaro riferimento alla donna geisha, presente nel video e interpretata dalla stessa Giorgia). Tutto questo, mescolato a un'eleganza sexy e raffinata, quella della cantante romana, prima distesa su un pianoforte, seduta su un'altalena mentre nevica e subito dopo accovacciata su un cubo di plexiglas, senza veli e messa a nudo, come specchio dell'anima.

## Tracce
Download digitale
1. Non mi ami - 3:45 (Giorgia, Fraser T. Smith, Natasha Bedingfield)

## Successo commerciale
Non mi ami, estratto come terzo singolo dall'album Senza paura, durante l'8ª settimana di permanenza nella classifica FIMI, entra nella Top5 dei brani più venduti attestandosi alla 5ª posizione, e scalandone venti rispetto alla settimana precedente. Il singolo resta per cinque settimane consecutive nella Top 20 dei brani più venduti da FIMI, toccando successivamente le posizioni 12ª, 16ª, 17ª e 18ª.
Il 14 luglio 2014 il singolo Non mi ami è stato certificato da FIMI disco d'oro per aver venduto oltre 15 000 copie. Il 9 gennaio 2015 il singolo è stato certificato da FIMI disco di platino per aver venduto oltre 30 000 copie. Il singolo, inoltre, il 12 gennaio 2014 è stato certificato anche come il 75° brano più venduto in Italia nel 2014, secondo la classifica di fine anno stilata da FIMI.

## Classifiche
| Classifica (2014) | Posizione Massima |
| ----------------- | ----------------- |
| Italia            | 5                 |

### Classifiche di fine anno
| Classifica (2014) | Posizione |
| ----------------- | --------- |
| Italia            | 75        |